# Élections en Biélorussie
La Biélorussie élit au niveau national un chef d'État et une législature. Le chef d'État est élu pour un mandat de cinq ans par suffrage direct. L'Assemblée nationale a deux chambres. La Chambre des représentants compte 110 membres élus tous les quatre ans par scrutin uninominal majoritaire à un tour dans les circonscriptions. Le Conseil de la République compte 64 membres, dont 56 élus indirectement et huit nommés par le chef d'État.
Actuellement, le chef d'État de la Biélorussie est Alexandre Loukachenko depuis le 20 juillet 1994. Il n'existait plus de limite constitutionnelle au nombre de mandats de président de la République du référendum de 2004 jusqu'à son rétablissement par le référendum de 2022.

## Élections présidentielles

### de 1994
Les 23 juin et 20 juillet 1994, la première élection biélorusse s'est tenue. Alexandre Loukachenko et Viatcheslav Kébitch remportent le premier tour avec 44,82% et 17,33% des voix. Alexandre Loukachenko remporte le second tour avec 80,34% des voix et est officiellement élu président.

### de 2001
Le 9 septembre 2001, Alexandre Loukachenko est réélu pour un deuxième mandat avec 75,65% des voix.

### de 2006
Le 19 mars 2006, Alexandre Loukachenko est réélu pour un troisième mandat avec 82,97% des voix.

### de 2010
Le 19 décembre 2010, Alexandre Loukachenko est réélu pour un quatrième mandat avec 79,65 % des voix. Le soir même de l'élection, une manifestation de l'opposition Biélorusse est brutalement réprimée. L'Union européenne ne reconnaît pas les résultats officiels du scrutin.

### de 2015
Le 11 octobre 2015, Alexandre Loukachenko est réélu pour un cinquième mandat avec 83,47% des voix. Les élections sont de plus en plus contestées, et Amnesty International rapporte que les élections ont été marquées par des actes de harcèlement et de représailles à l'encontre des opposants politiques.

### de 2020
Le 9 août 2020, Alexandre Loukachenko est réélu pour un sixième mandat avec 80,08% des voix. Cependant, cette élection fut très contestée et apparaît entachée de fraudes massives : D'importantes manifestations ont lieu en Biélorussie, rassemblant plus de 100 000 manifestants.

## Élections parlementaires
- Élections législatives biélorusses de 1995
- Élections législatives biélorusses de 2000
- Élections législatives biélorusses de 2004
- Élections législatives biélorusses de 2008
- Élections législatives biélorusses de 2012
- Élections législatives biélorusses de 2016
- Élections législatives biélorusses de 2019